# Hyposiccia punctigera
Hyposiccia punctigera là một loài bướm đêm thuộc phân họ Arctiinae, họ Erebidae.